# Boráros tér
A Boráros tér Budapest IX. kerületében található, a pesti oldal egyik közlekedési csomópontja. A Ferenc körút, a Soroksári út, a Petőfi híd, és a Közraktár utca találkozásánál fekszik.

## Története
A 18. század előtt Szentfalva néven község terült el itt. 1875-ig Fa térnek hívták, ekkor kapta az új nevét Boráros Jánosról.
1891-ben a tér alatt épült meg Pest egyik fő szennyvízgyűjtő csatornája. 1933 és 1937 között építették meg a Petőfi híd elődjét, a Horthy Miklós hidat. A tér Közraktár utca felőli részén, közvetlenül a híd mellett északról állt egy hatalmas raktárépület, az Elevátor-ház, ami a második világháború alatt súlyosan sérült, ezért lebontották.
A háború után, 1945 októberében itt épült az első fővárosi pontonhíd, a „Miki”.
1978. április 13-án a Csepeli HÉV 1951-ben átadott végállomásán 18 halálos áldozatot követelő HÉV-baleset történt. A vágányok végén elhelyezkedő és a katasztrófában lerombolódott állomásépületet lebontották és helyette a Duna part felőli oldalon építettek újat.
A teret a Petőfi híd 1979–1980 közötti rekonstrukciója nyomán építették át utoljára: keresztezésmentes összeköttetést biztosítottak a H7-es HÉV, az újonnan épített autóbusz-végállomás, a villamosmegállóhelyek és a járdák között a hídfeljáró rendszer teljes átalakításával és új gyalogos aluljáró-rendszer kialakításával. A tér a jelenlegi formáját az 1981. június 8-ai átadás óta viseli.
A téren több szobor is áll. Az aluljáró és a buszvégállomás teljes elkészülését követően itt állították fel 1983-ban Varga Imre Borárusát, a régi Nemzeti Színház két, 1910-ből megmaradt oszlopát, valamint a nagyszentmiklósi kincs felnagyított bikafejes ivócsanakját, ami szintén Varga Imre alkotása.
A tér déli csücskében, a Soroksári út torkolata és a HÉV végállomás között 1995-1997 között épült a Duna Ház bevásárlóközpont.

## Megközelítés budapesti tömegközlekedéssel
- HÉV:
- Villamos:  2, 2B, 4, 6, 23
- Autóbusz:  15, 54, 55, 212, 212A, 212B, 223E, 224, 224E, 255E
- Éjszakai autóbusz:  918, 923, 934 (hétvége hajnalban), 979, 979A

## Képek

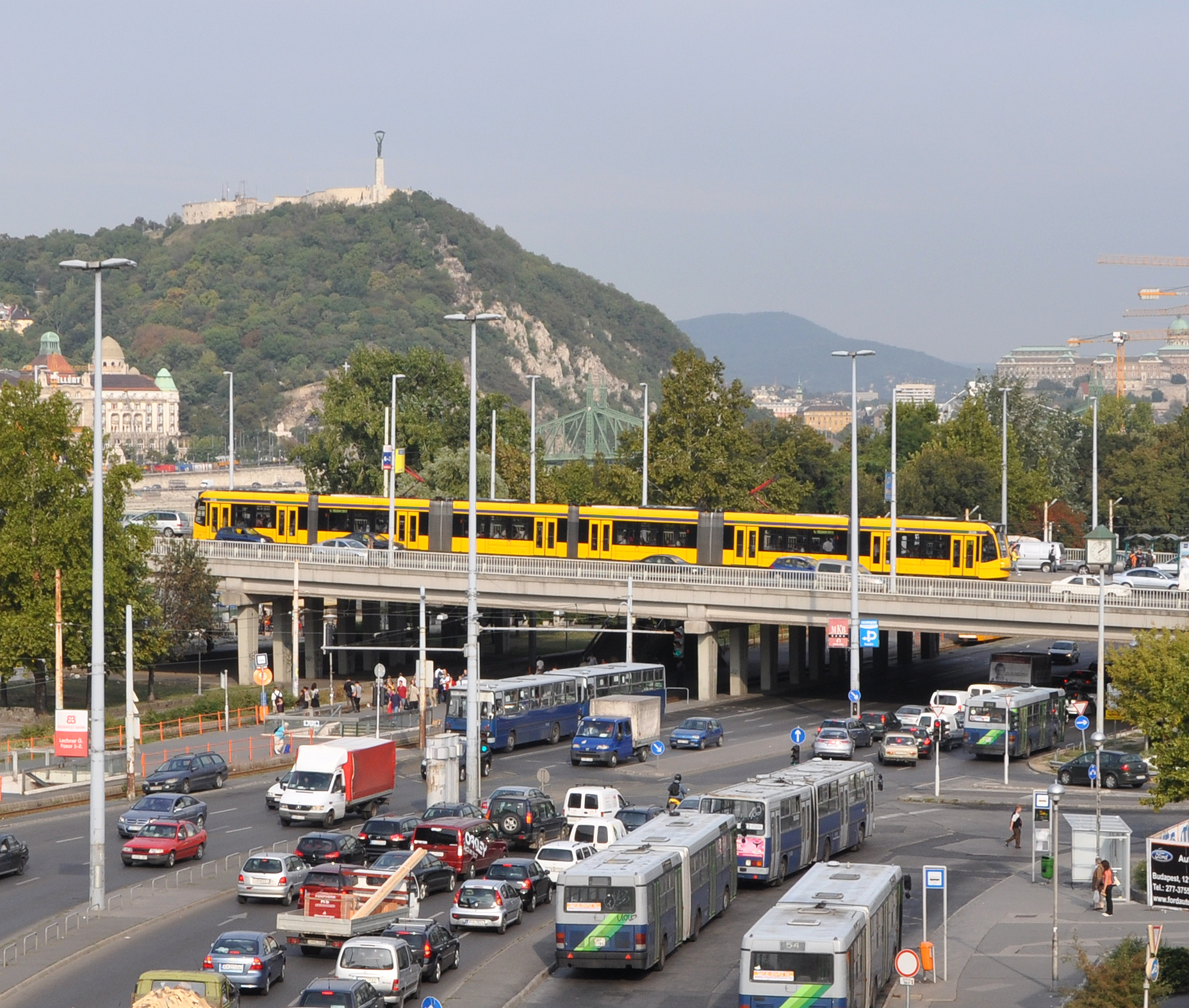
Combino villamos halad a 4-es/6-os vonalán Petőfi híd felhajtóján
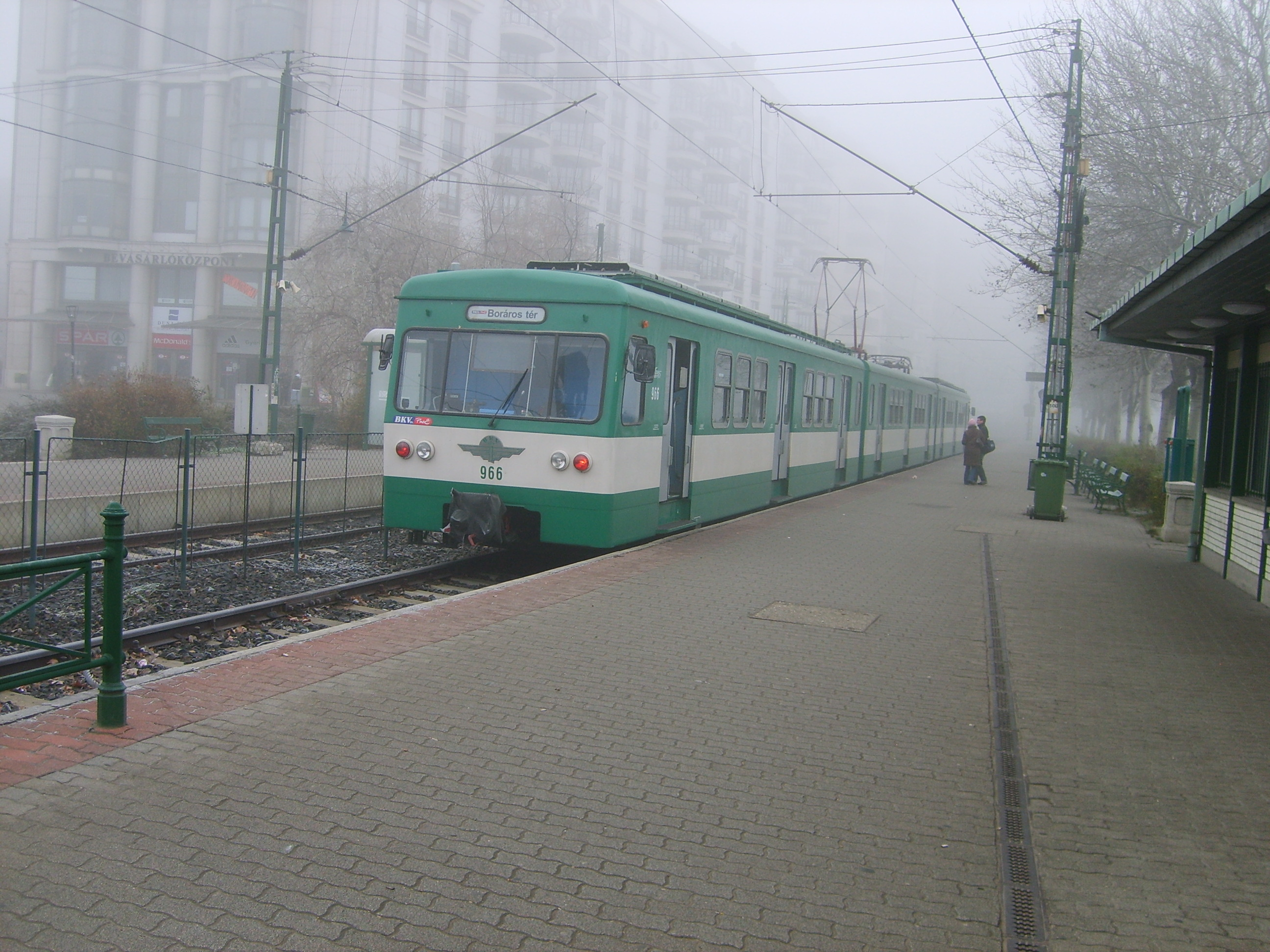
A csepeli HÉV vár indulásra a ködben
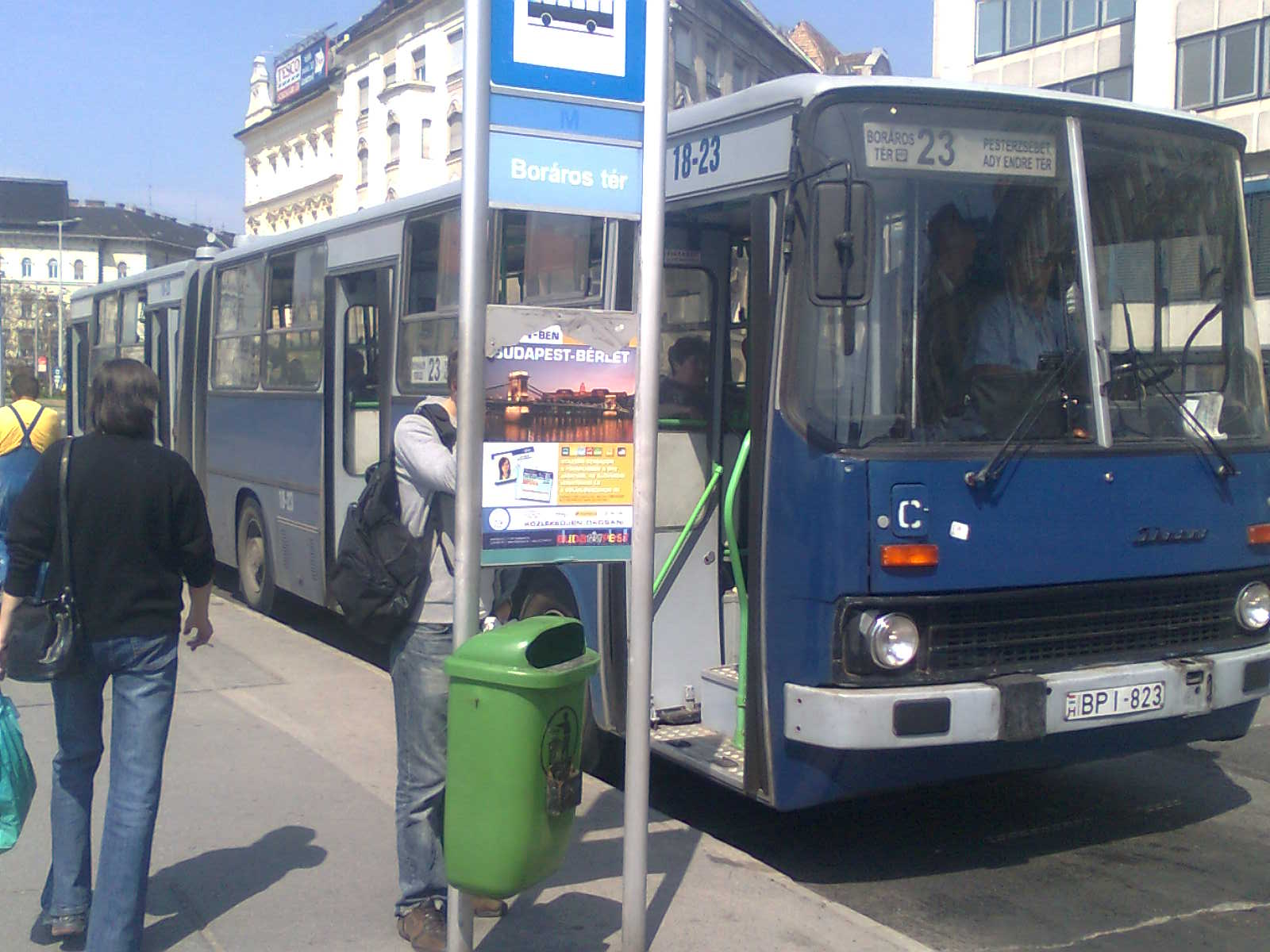
A 23-asra táblázott Ikarus busz a téren